# E54 (trasa europejska)
E54 – trasa europejska biegnąca przez Francję, Szwajcarię i Niemcy. Zaliczana do tras pośrednich wschód – zachód droga łączy Paryż z Monachium. Jej długość wynosi 906 km.

## Stary system numeracji
Do 1985 obowiązywał poprzedni system numeracji, według którego oznaczenie E54 dotyczyło trasy: Casteggio — Piacenza. Arteria E54 była wtedy zaliczana do kategorii „B”, w której znajdowały się trasy europejskie będące odgałęzieniami oraz łącznikami.

### Drogi w ciągu dawnej E54
Lista dróg opracowana na podstawie materiału źródłowego
| Włochy | autostrada A21: Tortona – Voghera – Stradella – Piacenza |